# Verbena crookshanksii
Verbena crookshanksii är en verbenaväxtart som beskrevs av Harold Norman Moldenke. Verbena crookshanksii ingår i släktet verbenor, och familjen verbenaväxter. Inga underarter finns listade i Catalogue of Life.